# Compromise
Compromise er en amerikansk stumfilm fra 1925 instrueret af Alan Crosland.

## Medvirkende
- Irene Rich som Joan Trevore
- Clive Brook som Alan Thayer
- Louise Fazenda som Hilda
- Pauline Garon som Nathalie
- Raymond McKee som Cholly
- Helen Dunbar som Catherine
- Winter Hall